# Turmoil Rock
Der Turmoil Rock (von englisch turmoil ‚Aufruhr, Tumult, Turbulenz‘) ist ein vom Meer überspülter Klippenfelsen im Archipel der Südlichen Shetlandinseln. Er liegt 1,1 km südöstlich von Table Island auf der Westseite der English Strait.
Das UK Antarctic Place-Names Committee benannte ihn 1971 so, da sich die Meereswellen nahezu ununterbrochen an diesem Felsen brechen.